# Лаковиця
Лаковиця (Laccaria) — рід грибів родини Hydnangiaceae. Назва вперше опублікована 1883 року.

## Опис
Гриби цього роду ростуть на підстилці, ґрунті і валежнике. Серед лаковиць є їстівні види.
Найбільш поширений вид цього роду - лаковиця рожева (Laccaria laccata). Це космополітичний вид, що росте в різних лісах, на луках і ґрунті. Невеликий гриб, що дає нормально розвинені плодові тіла при освітленні не менше 1/50. Шапинка плодового тіла діаметром до 5 см, опукла, в центрі з западиною, неправильно округла, з гігрофанним краєм, дрібночешуйчаста або шорстка, рожева або жовто-рудувата, пізніше біляста. Пластинки приросли, товсті, широкі, воскоподібні, одноколірні, з білим борошнистим нальотом. Ніжка тонка, рівна, одноколірна. Смак солодкуватий. Гриб їстівний. 

## Поширення та середовище існування
В Україні зростають:
- Laccaria amethystina
- Laccaria bicolor
- Laccaria laccata
- Laccaria proxima
- Laccaria pumila
- Laccaria tortilis

## Гелерея

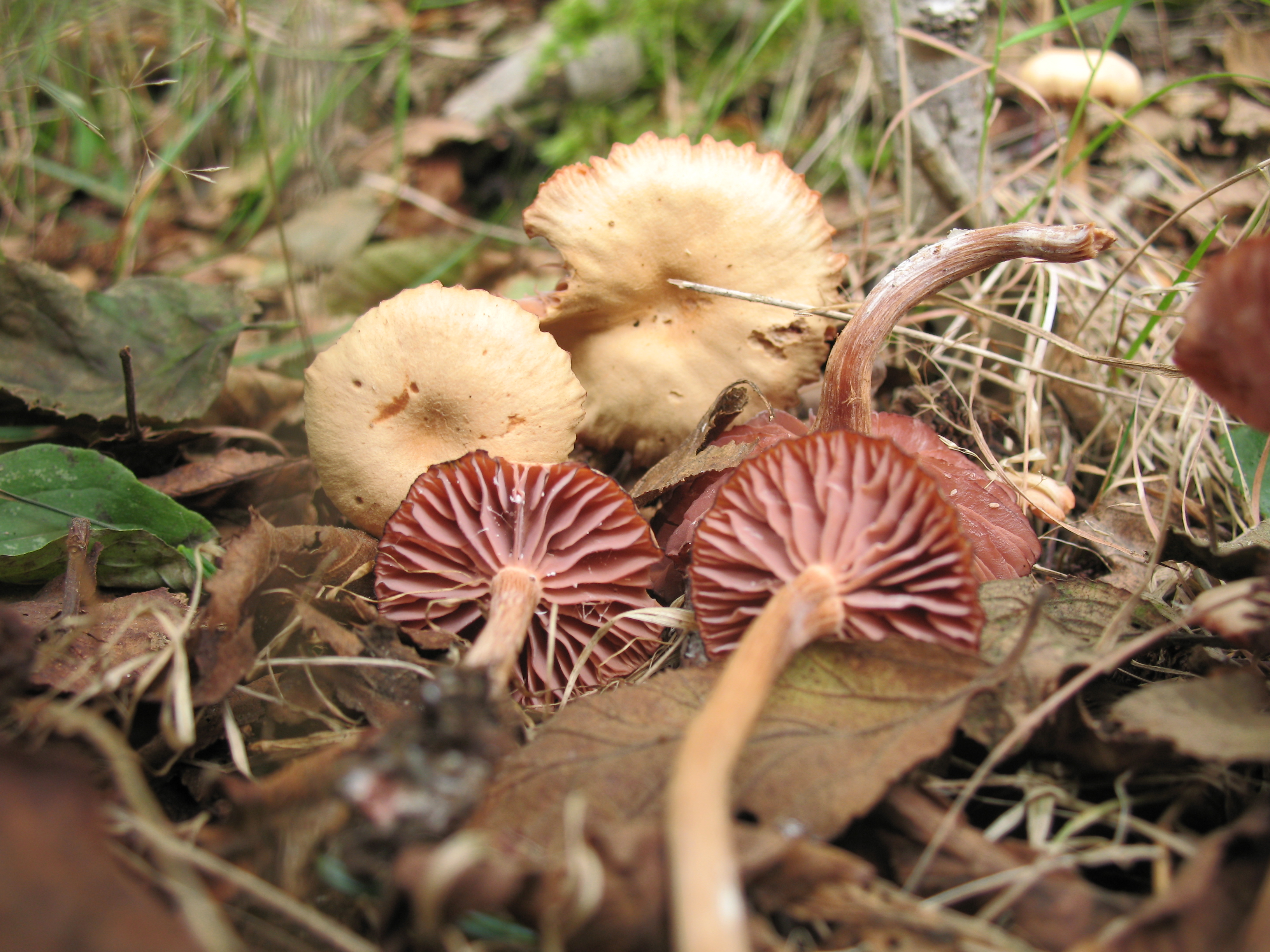
Laccaria laccata
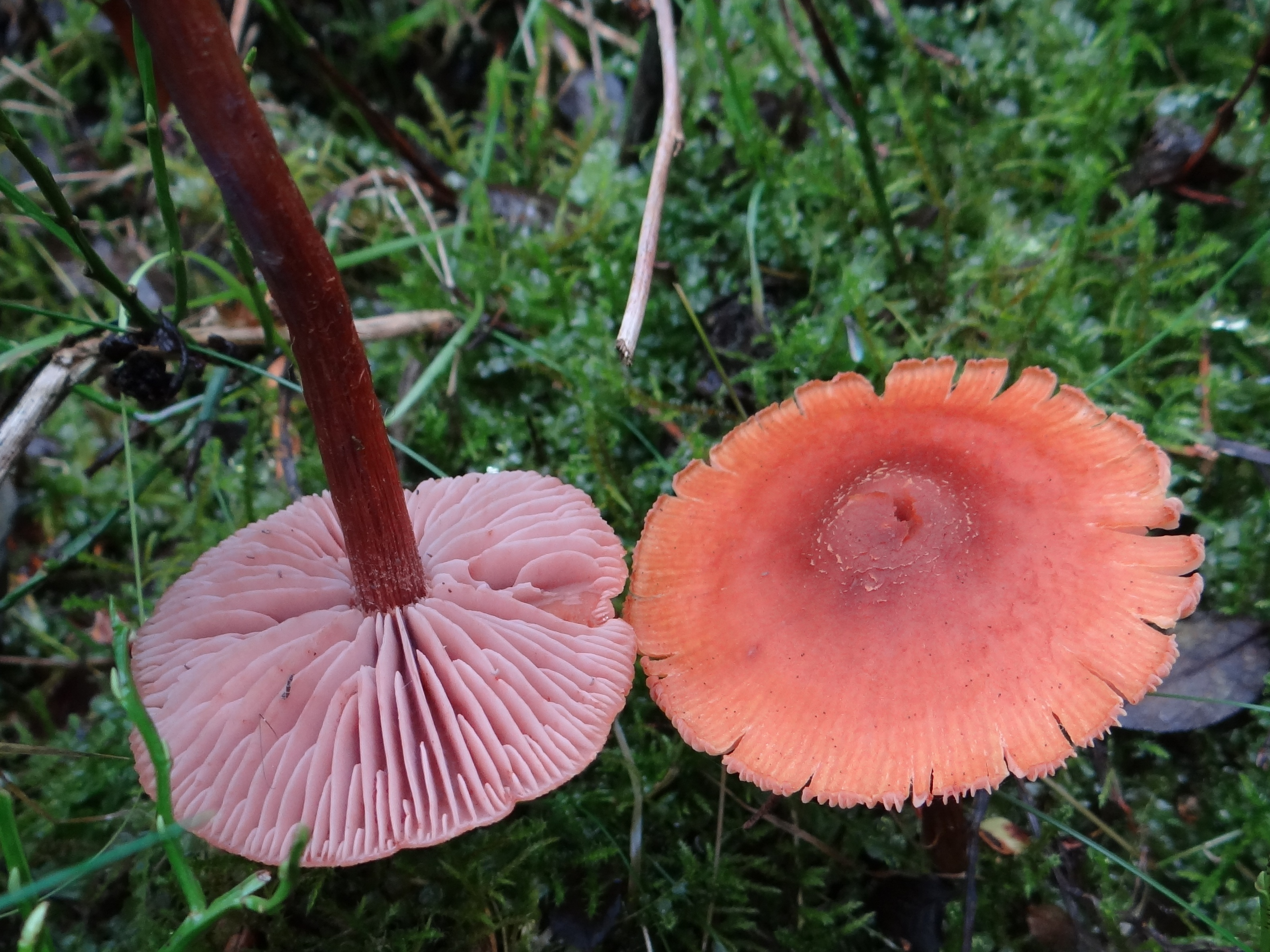
Laccaria bicolor
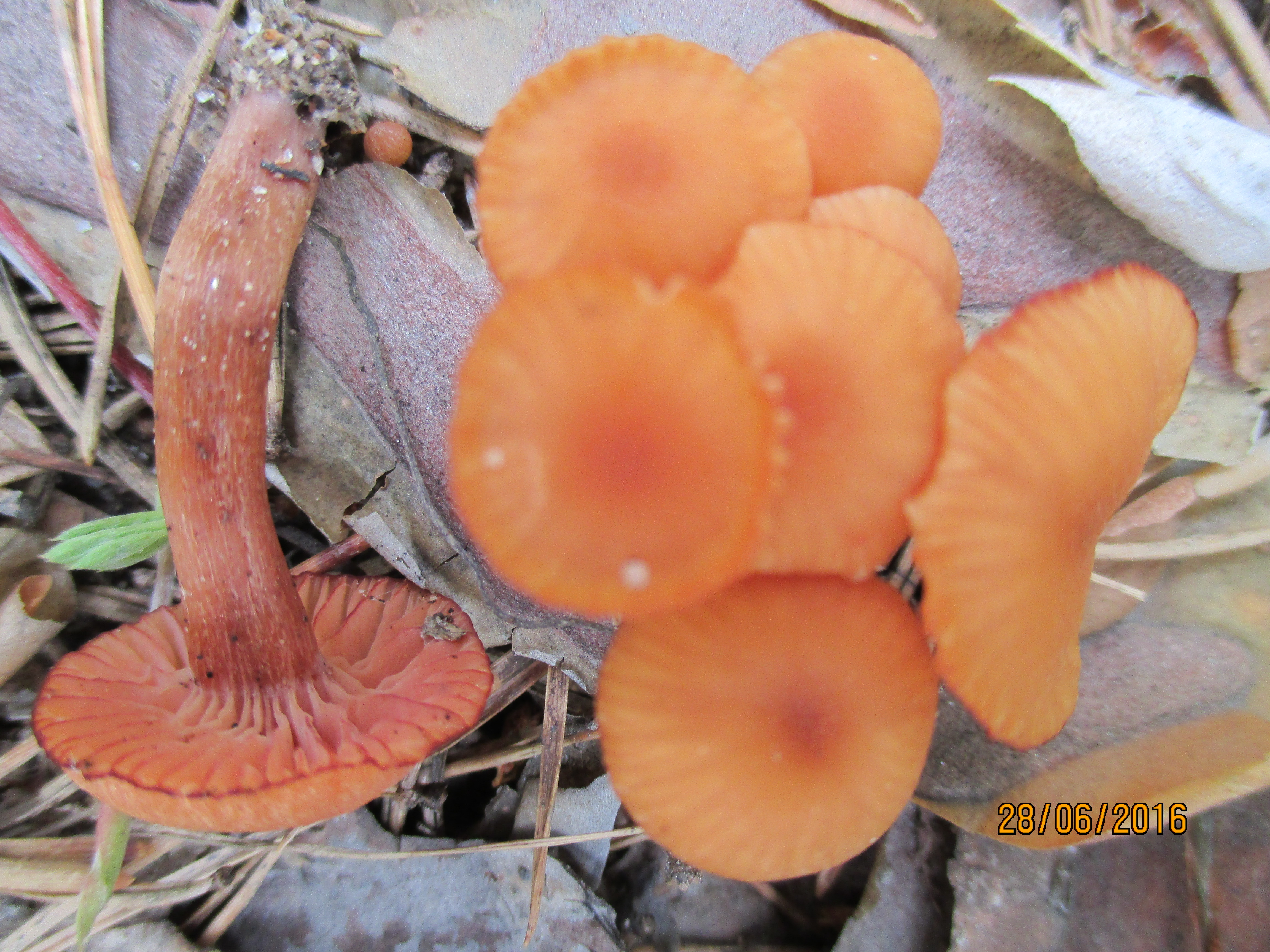
Laccaria proxima
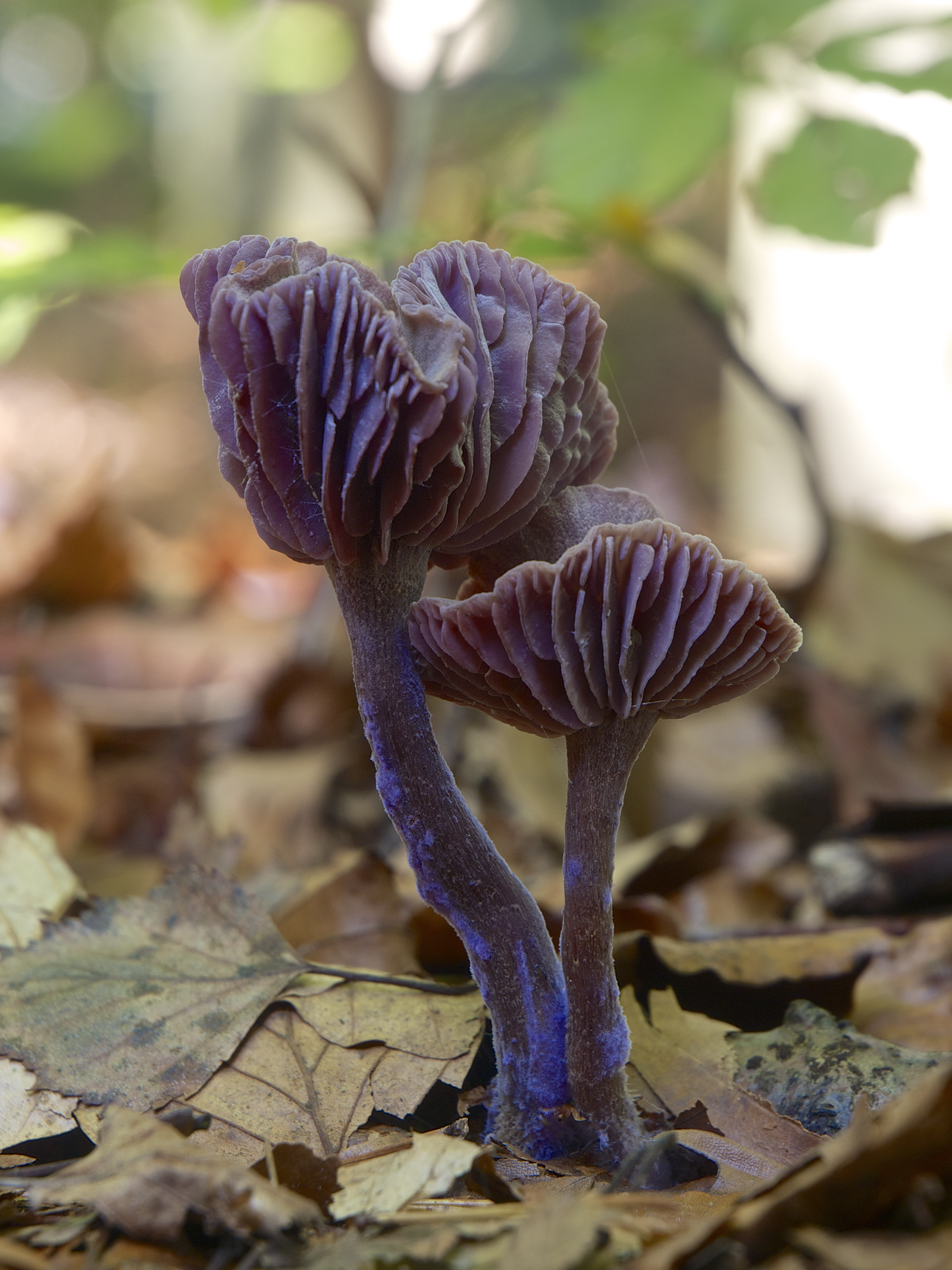
Laccaria amethystina